# Close combat
Pour les articles homonymes, voir Close combat (homonymie) et Corps à corps (homonymie).
 (août 2023).
Si vous disposez d'ouvrages ou d'articles de référence ou si vous connaissez des sites web de qualité traitant du thème abordé ici, merci de compléter l'article en donnant les références utiles à sa vérifiabilité et en les liant à la section « Notes et références ».

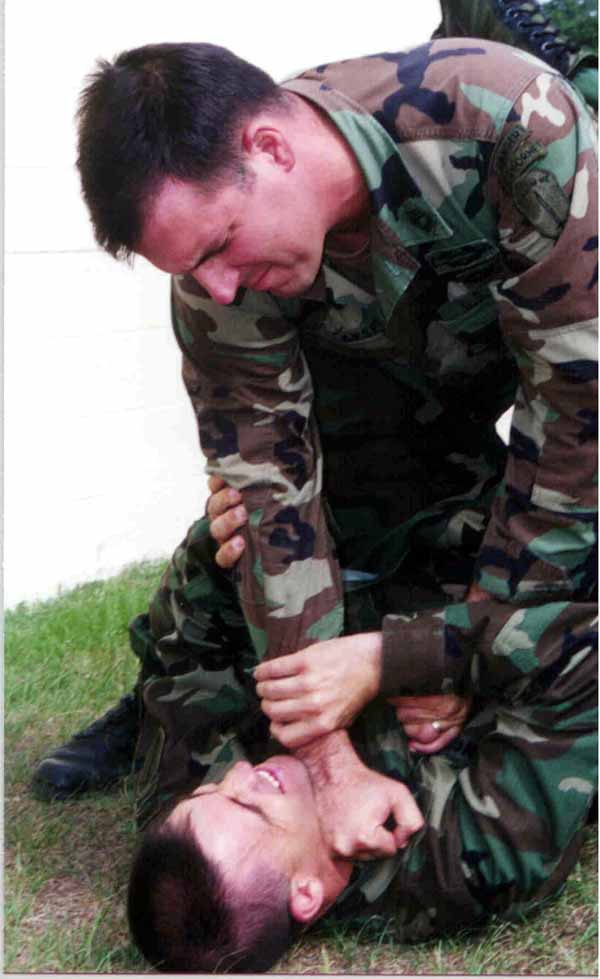
Pratique de close combat.

Le close combat (littéralement, combat rapproché), combat au corps à corps ou CQC (Close Quarter Combat) a été développé notamment pendant la Seconde Guerre mondiale par des militaires anglo-saxons en se fondant sur les arts martiaux : savate française, boxe anglaise, ba gua zhang chinois, ju-jitsu et judo japonais essentiellement.
Son créateur est le major britannique William E. Fairbairn. Il expose diverses techniques dans son ouvrage Get Tough!.                         

## Description
Le close combat est créé par les Britanniques en 1940 pour la Seconde Guerre mondiale, il se caractérise par un amalgame de techniques létales, ou tout au moins incapacitantes. 
En rentrant de Shanghai, où Fairbairn avait développé des méthodes de combat au corps à corps pour la police pendant l'entre-deux-guerres, il lui est demandé de créer une version plus mortelle de son defendu qu'il nomme Gutter Fighting, littéralement « bagarre des caniveaux ».
Les principes sont fondés sur des habiletés motrices simples, et visent principalement à mettre hors d'état de nuire un ou plusieurs adversaires :
- le plus vite possible ;
- le plus efficacement possible ;
- par tous les moyens possibles (mains nues, armes, objets divers utilisés comme armes).

Dans un combat pour survivre, le seul but est d'éliminer la menace avant que celle-ci ne nous élimine.  
La logique fondamentale du close combat est donc diamétralement opposée à celle des sports de combat, qui tendent à prolonger l'événement un certain temps. 
L'esprit du close combat est celui d'un engagement physique qui ne se veut pas symétrique avec un échange de coups (comme dans un duel), mais au contraire asymétrique. 
En close combat, le combattant cherche systématiquement à prendre l'initiative de l'assaut, puis à écraser l'ennemi sans concession.  
La défense est donc toujours un pis-aller (récupération de l'initiative) visant à rétablir l'action offensive. 
En close combat par exemple, le déplacement au sol est toujours avançant (forward drive).
Les techniques de combat à mains nues employées en close combat sont typiquement les plus dangereuses, les plus puissantes, et les plus simples que puisse générer le corps humain. 
Ces techniques sont choisies et adaptées pour marcher dans des conditions de stress maximum, et sur quelqu'un qui ne se laissera pas faire.
Le close combat est par nature extrêmement violent au regard des critères de jugements « normaux », car il est prévu pour fonctionner dans un cadre qui n'est lui-même plus « normal » (combat à mort). 
Cette convergence autour d'un objectif stratégique focalisé (l'élimination de la force adverse) tend à faire émerger des gestes d'attaque qui ciblent des zones anatomiques précises (techniques visant à endommager les yeux, briser la nuque, casser les genoux, écraser la gorge, etc.). 
En tant que système orienté vers un objectif stratégique, le close combat compose nécessairement un ensemble ouvert capable d'intégrer toute nouvelle donnée capable d'en améliorer l'efficacité. 
Il s'oppose également en ce point aux styles traditionnels qui sont des systèmes fermés (codifiés), et qui tendent à se dupliquer entre professeur et élève, identiquement à eux-mêmes.
Néanmoins, le close combat n'est pas aussi éloigné de la « voie du guerrier » que ce que l'on pourrait croire en première approche.

### Quelques dates
- 2019 : Mise en place de la Fédération internationale de close combat (FiCC)[3] pour répondre à une demande internationale d'ouverture de clubs dans le monde. Son président, Jean-Marc Legrand-de Morgues, travaille en collaboration étroite avec Jacky Taillefond.
- 2020 : Sous l'égide de la FiCC, la 1re Fédération de close combat au monde (FECOCLOSE-DA), depuis la création de la discipline vers 1940, voit le jour, en République du Congo à Brazzaville. Maître Roland Francis Mahoungou, est nommé par le ministre des Sports, directeur technique national ; son président est Fabrice Makaya Matève.
- 2021 : La Fédération européenne de close combat (FECC)[4] est mise en place pour répondre à une attente européenne pour structurer les clubs sur cette zone. Son président, Jean-Marc Legrand-de Morgues, travaille en collaboration étroite avec Jacky Taillefond.
- 2022 : Création de l'Union africaine de close combat.

## Disciplines cousines du close combat dans le monde
- Kapap-Lotar (krav panim el panim) : israélien, enseigné uniquement dans un cadre militaire, le kapap civil n'a plus rien à voir avec les principes de combat militaire, il n'est pas pris en compte.
- Krav-maga israélien (uniquement le krav-maga enseigné dans un cadre militaire, le krav-maga civil qui n'a plus rien à voir avec les principes de combat militaire n'est pas pris en compte).
- Combat 56 (polonais)

### Série télévisée
Dans la série Person of Interest, un bel exemple est fourni de cette technique de combat.